# Everything Has Changed (pjesma Taylor Swift)
"Everything Has Changed" je pjesma američka kantautorice Taylor Swift, s njenog četvrtog studijskog albuma Red (2012). Objavljena je kao šesti singl s albuma. Jedna od dvije suradnje na Redu, pjesmu pjeva britanski pjevač Ed Sheeran. "Everything Is Changed" je balada za gitaru koja kombinira folk i pop žanrove o "želji za boljim upoznavanjem novog ljubavnika".
Singl je dobio mješovite kritike glazbenih kritičara, koji su bili ambivalentni prema njegovom sastavu. "Everything Is Changed" dosegnuo je vrhunac na 32. ljestvici Billboard Hot 100 ljestvice u Sjedinjenim Državama dok je stigao do prvih deset u drugim zemljama, uključujući Belgiju, Irsku i Veliku Britaniju.

## O pjesmi i glazbenom spotu
Pjesmu su napisali Swift i Sheeran. "Everything Is Changed" je balada za gitaru, koja spaja folk-pop žanrove. Napisano u ključu G-flat major, ima umjereni tempo od 84 otkucaja u minuti. Vokalni raspon dueta se proteže od G to 3 do D. 5.
Glazbeni spot za pjesmu premijerno je prikazan 16. srpnja 2013. na Vevu i YouTubeu.

## Ljestvice
| Ljestvice                  | Najviša pozicija |
| -------------------------- | ---------------- |
| Australija                 | 28               |
| Belgija                    | 8                |
| Europa                     | 8                |
| Irska                      | 5                |
| Kanada                     | 28               |
| Sjedinjene Američke Države | 8                |
| Ujedinjeno Kraljevstvo     | 7                |